# Batte (outil)
Pour les articles homonymes, voir Batte.

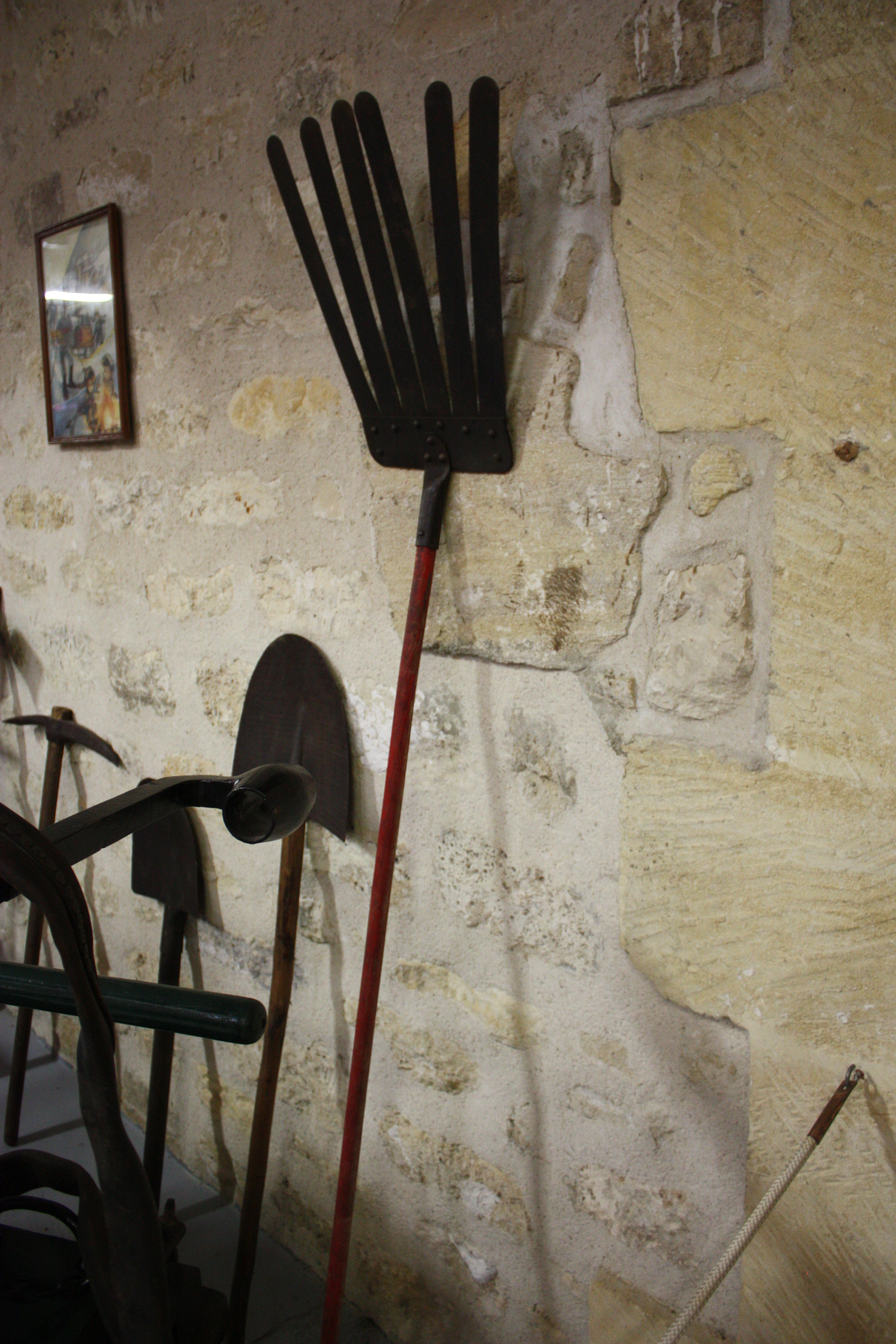
Batte à feu au Musée départemental des sapeurs pompiers d'Osny.

La batte est un outil servant à battre. La batte peut désigner :
- la batte à feu ;
- la batte à semis, un outil destiné à tasser la terre avant ou après semis ;
- la batte de carreleur ;
- la batte -  anciennement, maillet plat et ferré ou non, emmanché obliquement, dont on se sert pour battre le ciment, les aires de granges, etc. - Morceau de bois rond, plus menu d'un bout que de l'autre, dont se servent les manœuvres pour battre la partie la plus grossière du plâtre qui reste dans le crible ou panier, que l'on nomme gravois ou mouchette[1].